# Асена

Проект герба Туреччини з Асеною (1925)

Асе́на (тур. Asena), або Аші́на (тур. Aşina; кит.: 阿史那, піньїнь: āshǐnà) — в тюркській міфології та тенгріанстві чарівна сіра (блакитна) вовчиця, від якої походять тюркські народи
. За легендою, вона врятувала пораненого хлопчика, який чудом вижив після вимордування китайськими солдатами кочівницького поселення в степу. Вовчиця втекла із ним до Уйгурських гір, до земель іраномовного народу тохарів. Там вона вигодувала і виростила юнака, а потім зачала від нього й дала життя новим істотам — напів-людям, напів-вовкам. Їхнім лідером став легендарний Ашіна, пращур роду Ашінів, представники і нащадки яких правили Тюркським каганатом та іншими тюркськими кочовими державами. За іншими легендами, сірий вовк бозкурт (Bozkurt) або Кьок Бьорі (Kök Böri) вказав тюркам шлях до їхньої міфічної батьківщини — країни Ергунекон, де вони розплодилися і звідки стали панувати над своїми сусідами. Культ Асени, так само як культ вшанування вовків в цілому, був поширений серед усіх тюркських народів — давніх тюрків, уйгурів, хозарів, половців, огузів тощо; подібний вовчий культ і міфи мали протомонгольські й монгольські племена. У новітній Туреччині, на хвилі популярності турецького націоналізму та зацікавлення тюркською міфологією було створено новітній культ Асени: її зображення присутні в президентській резиденції в Анкарі. Ця вовчиця-пращурка також є символом турецької націоналістичної організації «Сірі Вовки». Ногайці зображують свою небесну Блакитну вовчицю (Коьк Боьри) з крилами, хоча це є сучасною інтерпретацією, створеною ногайськими художниками на початку 1990-х років.
У певних культурних наративах і міфологічних розповідях персонаж Асени з його символічною асоціацією з вовчицею позначається ім’ям «Бозкурт» (що турецькою мовою означає Сірий Вовк), втілюючи значний архетип із багатогранними конотаціями.

## Галерея

Прапор гагаузів
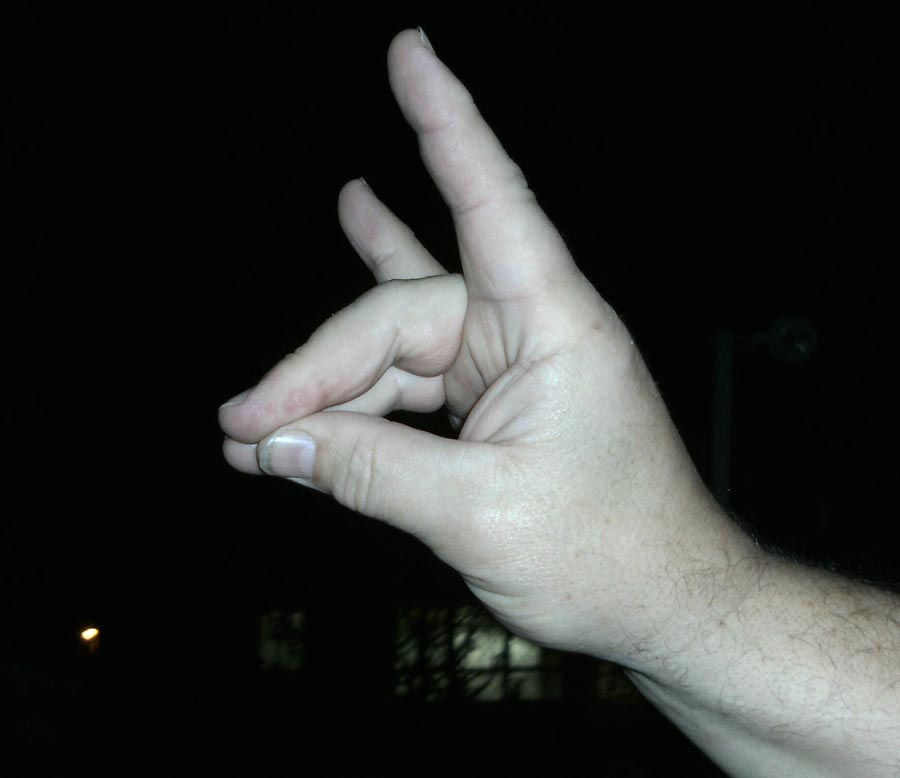
Знак «Сірих вовків»